# オリンピックのテニス競技・メダリスト一覧
オリンピックのテニス競技・メダリスト一覧（オリンピックのテニスきょうぎ・メダリストいちらん）は、1896年から2024年までのオリンピックのテニス競技のメダリストの一覧である。

## 男子

### シングルス
| 大会名                | 金                                            | 銀                                                  | 銅                                                  |
| --------------------- | --------------------------------------------- | --------------------------------------------------- | --------------------------------------------------- |
| 1896 アテネ           | ジョン・ピウス・ボーランド イギリス (GBR)     | ディオニシオス・カスダリス ギリシャ (GRE)           | モムシロ・タパヴィツァ ハンガリー (HUN)             |
| 1896 アテネ           | ジョン・ピウス・ボーランド イギリス (GBR)     | ディオニシオス・カスダリス ギリシャ (GRE)           | コンスタンティノス・パスパティス ギリシャ (GRE)     |
| 1900 パリ             | ローレンス・ドハティー イギリス (GBR)         | ハロルド・マホニー イギリス (GBR)                   | レジナルド・ドハティー イギリス (GBR)               |
| 1900 パリ             | ローレンス・ドハティー イギリス (GBR)         | ハロルド・マホニー イギリス (GBR)                   | アーサー・ノリス イギリス (GBR)                     |
| 1904 セントルイス     | ビールズ・ライト アメリカ合衆国 (USA)         | ロバート・ルロイ アメリカ合衆国 (USA)               | アルフォンゾ・ベル アメリカ合衆国 (USA)             |
| 1904 セントルイス     | ビールズ・ライト アメリカ合衆国 (USA)         | ロバート・ルロイ アメリカ合衆国 (USA)               | エドガー・レナード アメリカ合衆国 (USA)             |
| 1908 ロンドン         | ジョシア・リッチー イギリス (GBR)             | オットー・フロイツハイム ドイツ (GER)               | ウィルバーフォース・イーブズ イギリス (GBR)         |
| 1912 ストックホルム   | チャールズ・ウィンスロー 南アフリカ (RSA)     | ハロルド・キトソン 南アフリカ (RSA)                 | オスカー・クロイツァー ドイツ (GER)                 |
| 1920 アントワープ     | ルイス・レイモンド 南アフリカ (RSA)           | 熊谷一弥 日本 (JPN)                                 | チャールズ・ウィンスロー 南アフリカ (RSA)           |
| 1924 パリ             | ビンセント・リチャーズ アメリカ合衆国 (USA)   | アンリ・コシェ フランス (FRA)                       | ウンベルト・デ・モルプルゴ イタリア (ITA)           |
| 1928-1984             | オリンピック競技から除外                      | オリンピック競技から除外                            | オリンピック競技から除外                            |
| 1988 ソウル           | ミロスラフ・メチージュ チェコスロバキア (TCH) | ティム・メイヨット アメリカ合衆国 (USA)             | ステファン・エドベリ スウェーデン (SWE)             |
| 1988 ソウル           | ミロスラフ・メチージュ チェコスロバキア (TCH) | ティム・メイヨット アメリカ合衆国 (USA)             | ブラッド・ギルバート アメリカ合衆国 (USA)           |
| 1992 バルセロナ       | マルク・ロセ スイス (SUI)                     | ホルディ・アレッセ スペイン (ESP)                   | アンドレイ・チェルカソフ EUN (EUN)                  |
| 1992 バルセロナ       | マルク・ロセ スイス (SUI)                     | ホルディ・アレッセ スペイン (ESP)                   | ゴラン・イワニセビッチ クロアチア (CRO)             |
| 1996 アトランタ       | アンドレ・アガシ アメリカ合衆国 (USA)         | セルジ・ブルゲラ スペイン (ESP)                     | リーンダー・パエス インド (IND)                     |
| 2000 シドニー         | エフゲニー・カフェルニコフ ロシア (RUS)       | トミー・ハース ドイツ (GER)                         | アルノー・ディ・パスカル フランス (FRA)             |
| 2004 アテネ           | ニコラス・マスー チリ (CHI)                   | マーディ・フィッシュ アメリカ合衆国 (USA)           | フェルナンド・ゴンサレス チリ (CHI)                 |
| 2008 北京             | ラファエル・ナダル スペイン (ESP)             | フェルナンド・ゴンサレス チリ (CHI)                 | ノバク・ジョコビッチ セルビア (SRB)                 |
| 2012 ロンドン         | アンディ・マリー イギリス (GBR)               | ロジャー・フェデラー スイス (SUI)                   | フアン・マルティン・デル・ポトロ アルゼンチン (ARG) |
| 2016 リオデジャネイロ | アンディ・マリー イギリス (GBR)               | フアン・マルティン・デル・ポトロ アルゼンチン (ARG) | 錦織圭 日本 (JPN)                                   |
| 2021 東京             | アレクサンダー・ズベレフ ドイツ (GER)         | カレン・ハチャノフ ROC (ROC)                        | パブロ・カレーニョ・ブスタ スペイン (ESP)           |
| 2024 パリ             | ノバク・ジョコビッチ セルビア (SRB)           | カルロス・アルカラス スペイン (ESP)                 | ロレンツォ・ムゼッティ イタリア (ITA)               |

### シングルス・室内競技
| 大会名              | 金                                | 銀                                    | 銅                                                |
| ------------------- | --------------------------------- | ------------------------------------- | ------------------------------------------------- |
| 1908 ロンドン       | アーサー・ゴア イギリス (GBR)     | ジョージ・カリディア イギリス (GBR)   | ジョシア・リッチー イギリス (GBR)                 |
| 1912 ストックホルム | アンドレ・ゴベール フランス (FRA) | チャールズ・ディクソン イギリス (GBR) | アンソニー・ワイルディング ニュージーランド (NZL) |

### ダブルス
| 大会名                | 金                                                                     | 銀                                                                                     | 銅                                                                     |
| --------------------- | ---------------------------------------------------------------------- | -------------------------------------------------------------------------------------- | ---------------------------------------------------------------------- |
| 1896 アテネ           | ジョン・ピウス・ボーランド and フリードリヒ・トラウン 混合チーム (ZZX) | ディオニシオス・カスダリス and ディミトリオス・ペトロコキノス 混合チーム (ZZX)         | エドウィン・フラック and ジョージ・ロバートソン 混合チーム (ZZX)       |
| 1900 パリ             | レジナルド・ドハティー and ローレンス・ドハティー イギリス (GBR)       | マックス・デキュジス and バシル・スポールディング・デ・ガーメンディア 混合チーム (ZZX) | ジョルジュ・ド・ラ・シャペル and アンドレ・プレボー フランス (FRA)     |
| 1900 パリ             | レジナルド・ドハティー and ローレンス・ドハティー イギリス (GBR)       | マックス・デキュジス and バシル・スポールディング・デ・ガーメンディア 混合チーム (ZZX) | ハロルド・マホニー and アーサー・ノリス イギリス (GBR)                 |
| 1904 セントルイス     | エドガー・レナード and ビールズ・ライト アメリカ合衆国 (USA)           | アルフォンゾ・ベル and ロバート・ルロイ アメリカ合衆国 (USA)                           | ジョセフ・ウェア and アレン・ウェスト アメリカ合衆国 (USA)             |
| 1904 セントルイス     | エドガー・レナード and ビールズ・ライト アメリカ合衆国 (USA)           | アルフォンゾ・ベル and ロバート・ルロイ アメリカ合衆国 (USA)                           | クラレンス・ギャンブル and アーサー・ウェア アメリカ合衆国 (USA)       |
| 1908 ロンドン         | レジナルド・ドハティー and ジョージ・ヒルヤード イギリス (GBR)         | ジョシア・リッチー and ジェームズ・パーク イギリス (GBR)                               | クレメント・カザレット and チャールズ・ディクソン イギリス (GBR)       |
| 1912 ストックホルム   | チャールズ・ウィンスロー and ハロルド・キトソン 南アフリカ (RSA)       | アルトゥール・ツボーツィル and フェリックス・パイプス オーストリア (AUT)               | アルベール・カネ and エドゥアール・メニ・ド・マランジュ フランス (FRA) |
| 1920 アントワープ     | マックス・ウーズナム and ノエル・ターンブル イギリス (GBR)             | 熊谷一弥 and 柏尾誠一郎 日本 (JPN)                                                     | マックス・デキュジス and ピエール・アルバラン フランス (FRA)           |
| 1924 パリ             | ビンセント・リチャーズ and フランシス・ハンター アメリカ合衆国 (USA)   | アンリ・コシェ and ジャック・ブルニョン フランス (FRA)                                 | ジャン・ボロトラ and ルネ・ラコステ フランス (FRA)                     |
| 1928-1984             | オリンピック競技から除外                                               | オリンピック競技から除外                                                               | オリンピック競技から除外                                               |
| 1988 ソウル           | ケン・フラック and ロバート・セグソ アメリカ合衆国 (USA)               | エミリオ・サンチェス and セルヒオ・カサル スペイン (ESP)                               | ミロスラフ・メチージュ and ミラン・スレーバー チェコスロバキア (TCH)   |
| 1988 ソウル           | ケン・フラック and ロバート・セグソ アメリカ合衆国 (USA)               | エミリオ・サンチェス and セルヒオ・カサル スペイン (ESP)                               | ステファン・エドベリ and アンダース・ヤリード スウェーデン (SWE)       |
| 1992 バルセロナ       | ボリス・ベッカー and ミヒャエル・シュティヒ ドイツ (GER)               | ウェイン・フェレイラ and ピート・ノーバル 南アフリカ (RSA)                             | ハビエル・フラナ and クリスティアン・ミヌッシ アルゼンチン (ARG)       |
| 1992 バルセロナ       | ボリス・ベッカー and ミヒャエル・シュティヒ ドイツ (GER)               | ウェイン・フェレイラ and ピート・ノーバル 南アフリカ (RSA)                             | ゴラン・イワニセビッチ and ゴラン・プルピッチ クロアチア (CRO)         |
| 1996 アトランタ       | トッド・ウッドブリッジ and マーク・ウッドフォード オーストラリア (AUS) | ニール・ブロード and ティム・ヘンマン イギリス (GBR)                                   | マルク＝ケビン・ゲルナー and デビッド・プリノジル ドイツ (GER)         |
| 2000 シドニー         | セバスチャン・ラルー and ダニエル・ネスター カナダ (CAN)               | トッド・ウッドブリッジ and マーク・ウッドフォード オーストラリア (AUS)                 | アレックス・コレチャ and アルベルト・コスタ スペイン (ESP)             |
| 2004 アテネ           | フェルナンド・ゴンサレス and ニコラス・マスー チリ (CHI)               | ニコラス・キーファー and ライナー・シュットラー ドイツ (GER)                           | マリオ・アンチッチ and イワン・リュビチッチ クロアチア (CRO)           |
| 2008 北京             | ロジャー・フェデラー and スタニスラス・ワウリンカ スイス (SUI)         | シーモン・アスペリン and トーマス・ヨハンソン スウェーデン (SWE)                       | ボブ・ブライアン and マイク・ブライアン アメリカ合衆国 (USA)           |
| 2012 ロンドン         | ボブ・ブライアン and マイク・ブライアン アメリカ合衆国 (USA)           | ミカエル・ロドラ and ジョー＝ウィルフリード・ツォンガ フランス (FRA)                   | ジュリアン・ベネトー and リシャール・ガスケ フランス (FRA)             |
| 2016 リオデジャネイロ | マルク・ロペス and ラファエル・ナダル スペイン (ESP)                   | フロリン・メルジェ and ホリア・テカウ ルーマニア (ROU)                                 | スティーブ・ジョンソン and ジャック・ソック アメリカ合衆国 (USA)       |
| 2021 東京             | ニコラ・メクティッチ and マテ・パビッチ クロアチア (CRO)               | マリン・チリッチ and イワン・ドディグ クロアチア (CRO)                                 | マーカス・ダニエル and マイケル・ビーナス ニュージーランド (NZL)       |
| 2024 パリ             | マシュー・エブデン and ジョン・ピアース オーストラリア (AUS)           | オースティン・クライチェク and ラジーブ・ラム アメリカ合衆国 (USA)                     | テイラー・フリッツ and トミー・ポール アメリカ合衆国 (USA)             |

### ダブルス・室内競技
| 大会名              | 金                                                               | 銀                                                               | 銅                                                                       |
| ------------------- | ---------------------------------------------------------------- | ---------------------------------------------------------------- | ------------------------------------------------------------------------ |
| 1908 ロンドン       | アーサー・ゴア and ハーバート・ローパー・バレット イギリス (GBR) | ジョージ・カリディア and ジョージ・シモンド イギリス (GBR)       | グンナー・セッターウォール and ウォルマー・ボストロム スウェーデン (SWE) |
| 1912 ストックホルム | モーリス・ジェルモー and アンドレ・ゴベール フランス (FRA)       | カール・ケンペ and グンナー・セッターウォール スウェーデン (SWE) | アルフレッド・ビーミッシュ and チャールズ・ディクソン イギリス (GBR)     |

## 女子

### シングルス
| 大会名                | 金                                              | 銀                                              | 銅                                                    |
| --------------------- | ----------------------------------------------- | ----------------------------------------------- | ----------------------------------------------------- |
| 1900 パリ             | シャーロット・クーパー イギリス (GBR)           | エレーヌ・プレボー フランス (FRA)               | マリオン・ジョーンズ アメリカ合衆国 (USA)             |
| 1900 パリ             | シャーロット・クーパー イギリス (GBR)           | エレーヌ・プレボー フランス (FRA)               | ヘドヴィガ・ローゼンバウモワ ボヘミア (BOH)           |
| 1904 セントルイス     | 部門実施なし                                    | 部門実施なし                                    | 部門実施なし                                          |
| 1908 ロンドン         | ドロテア・ダグラス・チェンバース イギリス (GBR) | ドラ・ブースビー イギリス (GBR)                 | ジョーン・ウィンチ イギリス (GBR)                     |
| 1912 ストックホルム   | マルグリット・ブロクディス フランス (FRA)       | ドロテア・ケーリング ドイツ (GER)               | モーラ・ビュルステット ノルウェー (NOR)               |
| 1920 アントワープ     | スザンヌ・ランラン フランス (FRA)               | ドロシー・ホルマン イギリス (GBR)               | キティ・マッケイン イギリス (GBR)                     |
| 1924 パリ             | ヘレン・ウィルス アメリカ合衆国 (USA)           | ジュリー・ブラスト フランス (FRA)               | キティ・マッケイン イギリス (GBR)                     |
| 1928-1984             | オリンピック競技から除外                        | オリンピック競技から除外                        | オリンピック競技から除外                              |
| 1988 ソウル           | シュテフィ・グラフ 西ドイツ (FRG)               | ガブリエラ・サバティーニ アルゼンチン (ARG)     | ジーナ・ガリソン アメリカ合衆国 (USA)                 |
| 1988 ソウル           | シュテフィ・グラフ 西ドイツ (FRG)               | ガブリエラ・サバティーニ アルゼンチン (ARG)     | マニュエラ・マレーバ・フラニエール ブルガリア (BUL)   |
| 1992 バルセロナ       | ジェニファー・カプリアティ アメリカ合衆国 (USA) | シュテフィ・グラフ ドイツ (GER)                 | メアリー・ジョー・フェルナンデス アメリカ合衆国 (USA) |
| 1992 バルセロナ       | ジェニファー・カプリアティ アメリカ合衆国 (USA) | シュテフィ・グラフ ドイツ (GER)                 | アランチャ・サンチェス・ビカリオ スペイン (ESP)       |
| 1996 アトランタ       | リンゼイ・ダベンポート アメリカ合衆国 (USA)     | アランチャ・サンチェス・ビカリオ スペイン (ESP) | ヤナ・ノボトナ チェコ (CZE)                           |
| 2000 シドニー         | ビーナス・ウィリアムズ アメリカ合衆国 (USA)     | エレーナ・デメンチェワ ロシア (RUS)             | モニカ・セレシュ アメリカ合衆国 (USA)                 |
| 2004 アテネ           | ジュスティーヌ・エナン・アーデン ベルギー (BEL) | アメリ・モレスモ フランス (FRA)                 | アリシア・モリク オーストラリア (AUS)                 |
| 2008 北京             | エレーナ・デメンチェワ ロシア (RUS)             | ディナラ・サフィナ ロシア (RUS)                 | ベラ・ズボナレワ ロシア (RUS)                         |
| 2012 ロンドン         | セリーナ・ウィリアムズ アメリカ合衆国 (USA)     | マリア・シャラポワ ロシア (RUS)                 | ビクトリア・アザレンカ ベラルーシ (BLR)               |
| 2016 リオデジャネイロ | モニカ・プイグ プエルトリコ (PUR)               | アンゲリク・ケルバー ドイツ (GER)               | ペトラ・クビトバ チェコ (CZE)                         |
| 2021 東京             | ベリンダ・ベンチッチ スイス (SUI)               | マルケタ・ボンドロウソバ チェコ (CZE)           | エリナ・スビトリナ ウクライナ (UKR)                   |
| 2024 パリ             | 鄭欽文 中国 (CHN)                               | ドナ・ベキッチ クロアチア (CRO)                 | イガ・シフィオンテク ポーランド (POL)                 |

### シングルス・室内競技
| 大会名              | 金                                                | 銀                                          | 銅                                            |
| ------------------- | ------------------------------------------------- | ------------------------------------------- | --------------------------------------------- |
| 1908 ロンドン       | グラディス・イーストレーク・スミス イギリス (GBR) | アリス・グリーン イギリス (GBR)             | マルタ・アドラーストレール スウェーデン (SWE) |
| 1912 ストックホルム | エディット・ハンナム イギリス (GBR)               | ソフィー・カステンショルド デンマーク (DEN) | マーベル・パートン イギリス (GBR)             |

### ダブルス
| 大会名                | 金                                                                             | 銀                                                                             | 銅                                                                         |
| --------------------- | ------------------------------------------------------------------------------ | ------------------------------------------------------------------------------ | -------------------------------------------------------------------------- |
| 1920 アントワープ     | ウィニフレッド・マクネアー and キティ・マッケイン イギリス (GBR)               | ジェラルディン・ビーミッシュ and ドロシー・ホルマン イギリス (GBR)             | スザンヌ・ランラン and エリザベス・ダイアン フランス (FRA)                 |
| 1924 パリ             | ヘイゼル・ホッチキス・ワイトマン and ヘレン・ウィルス アメリカ合衆国 (USA)     | フィリス・コベル and キティ・マッケイン イギリス (GBR)                         | ドロシー・シェパード＝バロン and イブリン・コリヤー イギリス (GBR)         |
| 1928-1984             | オリンピック競技から除外                                                       | オリンピック競技から除外                                                       | オリンピック競技から除外                                                   |
| 1988 ソウル           | パム・シュライバー and ジーナ・ガリソン アメリカ合衆国 (USA)                   | ヤナ・ノボトナ and ヘレナ・スコバ チェコスロバキア (TCH)                       | エリザベス・スマイリー and ウェンディ・ターンブル オーストラリア (AUS)     |
| 1988 ソウル           | パム・シュライバー and ジーナ・ガリソン アメリカ合衆国 (USA)                   | ヤナ・ノボトナ and ヘレナ・スコバ チェコスロバキア (TCH)                       | シュテフィ・グラフ and クラウディア・コーデ＝キルシュ 西ドイツ (FRG)       |
| 1992 バルセロナ       | ジジ・フェルナンデス and メアリー・ジョー・フェルナンデス アメリカ合衆国 (USA) | コンチタ・マルティネス and アランチャ・サンチェス・ビカリオ スペイン (ESP)     | レイチェル・マッキラン and ニコル・ブラドケ オーストラリア (AUS)           |
| 1992 バルセロナ       | ジジ・フェルナンデス and メアリー・ジョー・フェルナンデス アメリカ合衆国 (USA) | コンチタ・マルティネス and アランチャ・サンチェス・ビカリオ スペイン (ESP)     | ナターシャ・ズベレワ and レイラ・メスヒ EUN (EUN)                          |
| 1996 アトランタ       | ジジ・フェルナンデス and メアリー・ジョー・フェルナンデス アメリカ合衆国 (USA) | ヤナ・ノボトナ and ヘレナ・スコバ チェコ (CZE)                                 | コンチタ・マルティネス and アランチャ・サンチェス・ビカリオ スペイン (ESP) |
| 2000 シドニー         | ビーナス・ウィリアムズ and セリーナ・ウィリアムズ アメリカ合衆国 (USA)         | クリスティ・ボーグルト and ミリアム・オレマンス オランダ (NED)                 | エルス・カレンズ and ドミニク・ファン・ルースト ベルギー (BEL)             |
| 2004 アテネ           | 李婷 and 孫甜甜 中国 (CHN)                                                     | ビルヒニア・ルアノ・パスクアル and コンチタ・マルティネス スペイン (ESP)       | パオラ・スアレス and パトリシア・タラビーニ アルゼンチン (ARG)             |
| 2008 北京             | ビーナス・ウィリアムズ and セリーナ・ウィリアムズ アメリカ合衆国 (USA)         | ビルヒニア・ルアノ・パスクアル and アナベル・メディナ・ガリゲス スペイン (ESP) | 鄭潔 and 晏紫 中国 (CHN)                                                   |
| 2012 ロンドン         | ビーナス・ウィリアムズ and セリーナ・ウィリアムズ アメリカ合衆国 (USA)         | アンドレア・フラバーチコバ and ルーシー・ハラデツカ チェコ (CZE)               | マリア・キリレンコ and ナディア・ペトロワ ロシア (RUS)                     |
| 2016 リオデジャネイロ | エカテリーナ・マカロワ and エレーナ・ベスニナ ロシア (RUS)                     | ティメア・バシンスキー and マルチナ・ヒンギス スイス (SUI)                     | ルーシー・サファロバ and バルボラ・ストリコバ チェコ (CZE)                 |
| 2021 東京             | バルボラ・クレイチコバ and カテリナ・シニャコバ チェコ (CZE)                   | ベリンダ・ベンチッチ and ビクトリヤ・ゴルビッチ スイス (SUI)                   | ラウラ・ピゴシ and ルイザ・ステファニ ブラジル (BRA)                       |
| 2024 パリ             | サラ・エラニ and ジャスミン・パオリーニ イタリア (ITA)                         | ミラ・アンドレーワ and ディアナ・シュナイデル 個人の中立選手 (AIN)             | クリスティーナ・ブクサ and サラ・ソリベス・トルモ スペイン (ESP)           |

## 混合ダブルス
| 大会名                | 金                                                                                 | 銀                                                                       | 銅                                                                       |
| --------------------- | ---------------------------------------------------------------------------------- | ------------------------------------------------------------------------ | ------------------------------------------------------------------------ |
| 1900 パリ             | レジナルド・ドハティー and シャーロット・クーパー イギリス (GBR)                   | エレーヌ・プレボー and ハロルド・マホニー 混合チーム (ZZX)               | ローレンス・ドハティー and マリオン・ジョーンズ 混合チーム (ZZX)         |
| 1900 パリ             | レジナルド・ドハティー and シャーロット・クーパー イギリス (GBR)                   | エレーヌ・プレボー and ハロルド・マホニー 混合チーム (ZZX)               | アーチボルド・ワーデン and ヘドヴィガ・ローゼンバウモワ 混合チーム (ZZX) |
| 1904-1908             | 部門実施なし                                                                       | 部門実施なし                                                             | 部門実施なし                                                             |
| 1912 ストックホルム   | ハインリヒ・ションブルク and ドロテア・ケーリング ドイツ (GER)                     | グンナー・セッターウォール and ジークリット・フィック スウェーデン (SWE) | アルベール・カネ and マルグリット・ブロクディス フランス (FRA)           |
| 1920 アントワープ     | スザンヌ・ランラン and マックス・デキュジス フランス (FRA)                         | キティ・マッケイン and マックス・ウーズナム イギリス (GBR)               | ラディスラフ・ツェムラ and ミラダ・スクロブコワ チェコスロバキア (TCH)   |
| 1924 パリ             | リチャード・ウィリアムズ and ヘイゼル・ホッチキス・ワイトマン アメリカ合衆国 (USA) | ビンセント・リチャーズ and マリオン・ジェサップ アメリカ合衆国 (USA)     | ヘンドリク・ティマー and コルネリア・ボウマン オランダ (NED)             |
| 1928-2008             | 部門実施なし                                                                       | 部門実施なし                                                             | 部門実施なし                                                             |
| 2012 ロンドン         | ビクトリア・アザレンカ and マックス・ミルヌイ ベラルーシ (BLR)                     | ローラ・ロブソン and アンディ・マリー イギリス (GBR)                     | リサ・レイモンド and マイク・ブライアン アメリカ合衆国 (USA)             |
| 2016 リオデジャネイロ | ベサニー・マテック＝サンズ and ジャック・ソック アメリカ合衆国 (USA)               | ビーナス・ウィリアムズ and ラジーブ・ラム アメリカ合衆国 (USA)           | ルーシー・ハラデツカ and ラデク・ステパネク チェコ (CZE)                 |
| 2021 東京             | アナスタシア・パブリュチェンコワ and アンドレイ・ルブレフ ROC (ROC)                | エレーナ・ベスニナ and アスラン・カラツェフ ROC (ROC)                    | アシュリー・バーティ and ジョン・ピアース オーストラリア (AUS)           |
| 2024 パリ             | カテリナ・シニャコバ トマーシュ・マハーチ チェコ (CZE)                             | 王欣瑜 張之臻 中国 (CHN)                                                 | ガブリエラ・ダブロウスキー フェリックス・オジェ＝アリアシム カナダ (CAN) |

### 混合ダブルス・室内競技
| 大会名              | 金                                                             | 銀                                                                   | 銅                                                                       |
| ------------------- | -------------------------------------------------------------- | -------------------------------------------------------------------- | ------------------------------------------------------------------------ |
| 1912 ストックホルム | エディット・ハンナム and チャールズ・ディクソン イギリス (GBR) | ハーバート・ローパー・バレット and ヘレン・エッチソン イギリス (GBR) | グンナー・セッターウォール and ジークリット・フィック スウェーデン (SWE) |